# 马红凤仙花
马红凤仙花（学名：Impatiens bachii）为凤仙花科凤仙花属的植物，是中国的特有植物。分布于中国大陆的云南等地，生长于海拔1,900米至2,800米的地区，多生于密林中以及水沟边，目前尚未由人工引种栽培。